# Ditiramb
Ditiramb je lirska ili melička korska pjesma posvećena Dionizu, grčkom bogu vina. U njoj se vedrim tonom slave priroda i životne radosti. Prema temi, ona pripada anakreontskom krugu pjesama. U književni život uveli su je Simonid, Bakhilid i Pindar. Prema Aristotelu, ditiramb je izvorište tragedije te satirske igre.
Pučki ditiramb umjetnički je dotjerao Korinćanin Arion.